# Miłoszewiec
Miłoszewiec – wieś w Polsce, położona w województwie mazowieckim, w powiecie przasnyskim, w gminie Czernice Borowe. Ma status sołectwa.
W skład sołectwa Miłoszewiec wchodzi także kolonia Ostafieje.
| SIMC    | Nazwa      | Rodzaj     |
| ------- | ---------- | ---------- |
| 0113141 | Górki      | przysiółek |
| 0113135 | Ostafieje  | część wsi  |
| 0113299 | Piechy     | kolonia    |
| 0113282 | Szczepanki | przysiółek |

W latach 1975–1998 wieś administracyjnie należała do województwa ciechanowskiego.
Wierni Kościoła rzymskokatolickiego należą do parafii św. Stanisława BM w Czernicach Borowych.